# Tomáš Edel
Tomáš Edel (3. října 1951 Praha – 26. dubna 2010 Český Dub) byl český historik, který učinil objevy ze středověkých dějin Českého Dubu, a dlouholetý ředitel tamního Podještědského muzea. V mládí také působil jako technik v Divadle Járy Cimrmana.

## Život
Vyrůstal v Praze na Malé Straně, jeho otcem byl významný architekt Zdeněk Edel. V letech 1974–1980 studoval dálkově na Filozofické fakultě Univerzity Karlovy obor národopis-historie. Při studiu si přivydělával jako kulisák v Divadle Járy Cimrmana. Autorská dvojice Smoljak–Svěrák po něm později ve filmu Jára Cimrman ležící, spící pojmenovala hlavního hrdinu Cimrmanovy neúspěšné hry Hodina pravdy (zakončené „Vichrem z hor“; roli hrál Rudolf Hrušínský ml.).
Mezi lety 1972–1980 pracoval Edel v Národním muzeu, po skončení školy učil na Střední průmyslové škole chemické v Křemencově ulici v Praze[zdroj?] a od roku 1985 jako ředitel vedl Podještědské muzeum, kde působil až do své smrti. V roce 1991 se mu podařilo objevit ve sklepích obytných domů na místě starého zámku rozsáhlé pozůstatky původní pozdněrománské johanitské komendy (založené po roce 1237). V roce 1992 objevil ve věži českodubského kostela skříň s gotickou šablonovitou výzdobou (asi z konce 15. století). Psal národopisné i historické články o Podještědí. Svůj zájem o johanity také využil v kontroverzní práci identifikující autora tzv. Dalimilovy kroniky jako komtura Jindřicha z Varnsdorfu.
Zemřel náhle a předčasně ve věku 58 let. Za velké zásluhy o kulturní život a rozvoj Českého Dubu zde byl posmrtně oceněn jako Osobnost roku (2010).

## Dílo
- Interiér a nábytek vesnického domu Podještědí v 16.-19. století. Český Dub: [s.n.], 1990. 50 s.
- Příběh ztraceného kláštera blahoslavené Zdislavy. Praha: Česká expedice ve spolupráci s Podještědským muzeem Karolíny Světlé, 1993. 111 s., [8] s. ISBN 80-85281-33-3.
- Příběh gotické šablony = Geschichte der gotischen Schablone. S Radkem Brožem a Janem Roytem. Praha: Gema Art, 1997. 95 s. ISBN 80-901425-8-3. Souběžný německý text.
- Příběh johanitského komtura řečeného Dalimil: kapitola z dějin české politiky. 1. vyd. Praha: ISV, 2000. 195 s. (Historie). ISBN 80-85866-61-7.
- Českodubsko v památkách 12.–20. století. 1. vyd. Český Dub: Podještědské muzeum, 2006. 167 s. ISBN 80-239-6186-1.
- Legionáři z Českodubska. 1. vyd. Světlá pod Ještědem: Sdružení rodáků a přátel kraje K. Světlé, 2008. 46 s. ISBN 978-80-254-8514-9.
- Podještědí v Hitlerově třetí říši: kronika obyčejného života let 1938-1946. 1. vyd. Český Dub: Podještědské muzeum, 2009. 112 s. ISBN 978-80-254-8518-7.